# Pompònia Àtica
Pompònia Àtica (en llatí Pomponia Attica), també anomenada Cecília (Caecilia), perquè el seu pare va ser adoptat per Quint Cecili, o Cecília Pompònia Àtica. Era filla de Tit Pomponi Àtic
Va néixer l'any 51 aC, quan Ciceró ja havia deixat Itàlia per anar a l'exili. Àtica és mencionada moltes vegades en la correspondència entre Pomponi Àtic i Ciceró (Epistulae ad Atticum) i sembla que des de petita mostrava una gran intel·ligència. Encara era molt jove quan es va casar amb Marc Vipsani Agripa. El matrimoni es va convenir amb la mediació de Marc Antoni, el triumvir, probablement l'any 36 aC. Es van tenir sospites d'una relació inadequada amb el gramàtic Quint Cecili Epirota, un llibert del seu pare i el seu educador. No se sap el que va passar després, però o bé va morir o bé se'n va divorciar, ja que Agripa, es va casar amb Marcel·la l'any 28 aC. La seva filla Vipsània Agripina es va casar amb Tiberi, l'emperador successor d'August.